# Gamla rådhuset, Ronneby
Gamla rådhuset är en byggnad uppförd 1890 i kvarteret Frida på Karlskronagatan 36 i Ronneby. Fastigheten och byggnaden ägs av Ronneby kommun men uthyrs till Blekinge distrikt av IOGT-NTO. Byggnaden uppfördes efter att det tidigare rådhuset brann ned nyårsnatten 1887-1888. Det då nyuppförda rådhuset var visserligen mindre än det gamla men var en mer renodlad administrationsbyggnad än tidigare. I rådhuset fanns förutom drätselkammare också polismyndighet och dåvarande Ronneby stads förvaltning. Mellan rådhuset och Ronnebyån ligger Rådhusparken, där bland annat Per Hasselbergs skulptur Tjusningen återfinns.

## Kulturhistoriskt värdefull byggnad
Under år 2020 utredde Ronneby kommun om den kulturhistoriskt värdefulla byggnaden skulle kunna ingå som en del av ett nytt museum för skeppet Gribshunden, skatterna i Västra vång och Ronneby stads historia. I samma utredning analyserades om de potentiella museibyggnaderna har ett kulturhistoriskt värde. Utredningen kom fram till att Gamla rådhuset har ett sådant kulturhistoriskt värde och att den skyddas enligt det generella förvanskningsförbudet i Plan- och bygglagen. Utredningen hänvisar till en bebyggelseantikvarisk utredning som dåvarande Byggnadsnämnden lät utföra i Ronneby stadskärna åren 1978-1980.

### Webbkällor
- iogt.se